# ストロベリー・フィールズ (記念碑)
座標: 北緯40度46分31.48秒 西経73度58分28.59秒 / 北緯40.7754111度 西経73.9746083度

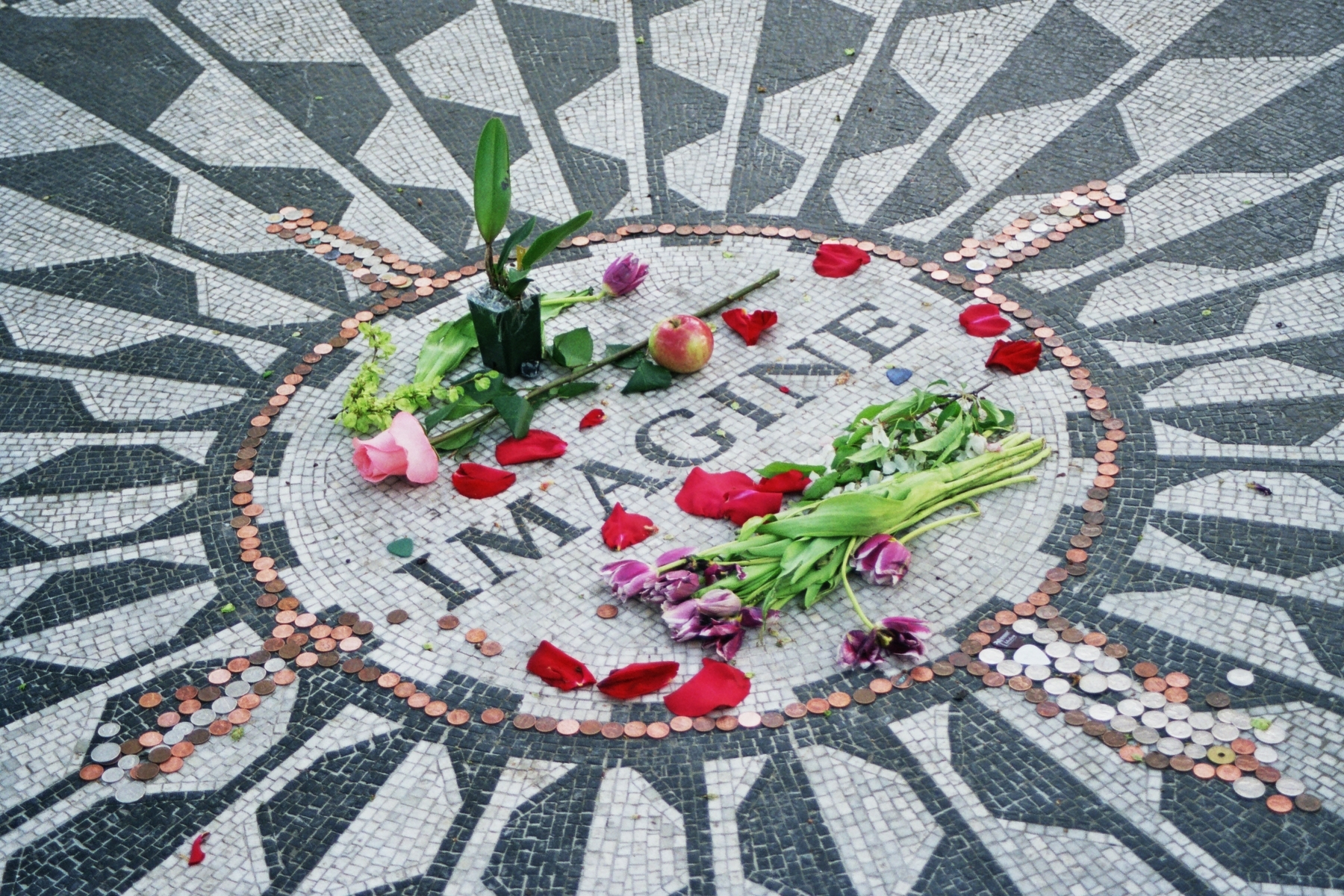
記念モザイクの「イマジン」という説明書き

ストロベリー・フィールズ（英語: Strawberry Fields、「イチゴ畑」の意）は、ビートルズのメンバー、ジョン・レノンの記念に捧げられた、ニューヨーク市のセントラルパークにある2.5-エーカー (10,000 m2)の造園された区画である。名前はビートルズの楽曲「ストロベリー・フィールズ・フォーエバー」から採られた。

## 制作と位置

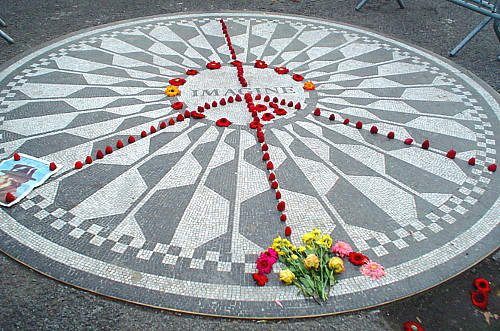
記念碑にピースマークに整えられた花と苺

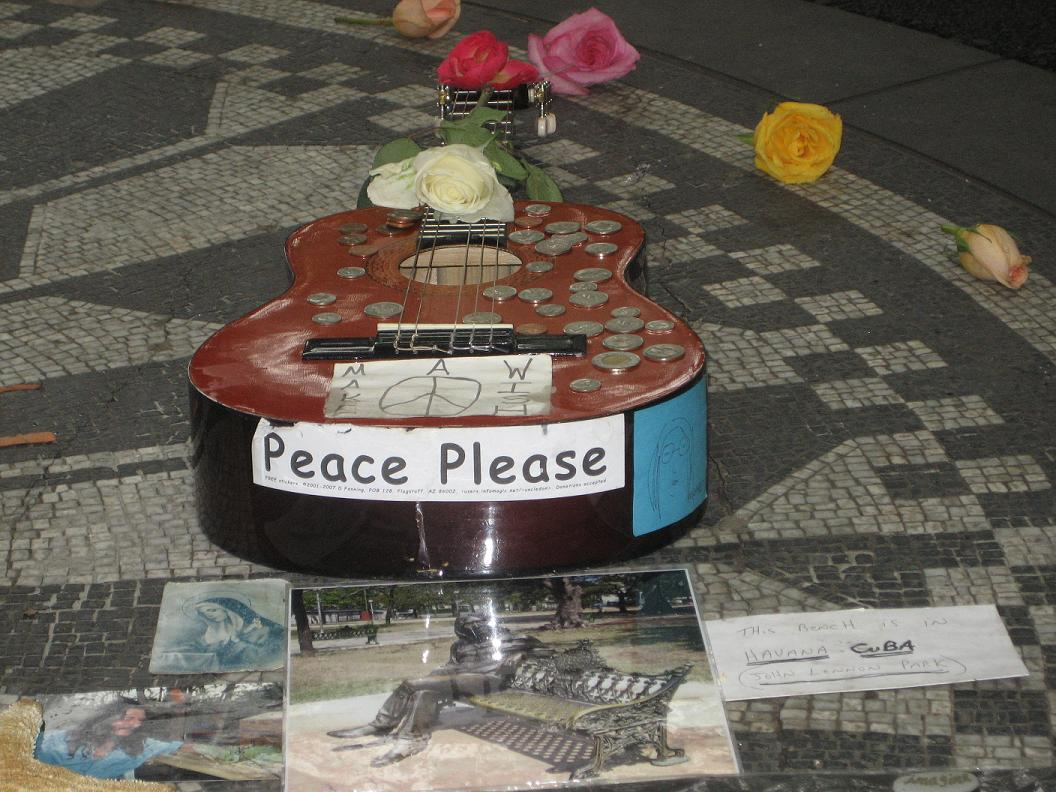
モザイクに置かれたギター

このセントラルパークの記念碑は、セントラルパーク管理委員会のランドスケープ・アーキテクト長、ブルース・ケリーによってデザインされた。ストロベリー・フィールズは、ニューヨーク市長のエド・コッチとレノンの未亡人でプロジェクトの費用を負担したオノ・ヨーコによって、レノンが生きていれば45歳の誕生日である1985年10月9日に捧げられた。
記念碑への入口はセントラルパーク・ウェストと西72丁目の交点にあり、レノンが最期の生活をおくり、1980年に殺害された現場であるダコタ・ハウスの真向かいにあたる。記念碑は、公園の2つの方向に傾く三角形の土地であり、その三角形の焦点にはレノンの有名な楽曲の題「イマジン」の一語がはめ込まれた石で描かれた円形のモザイクがある。これは、ナポリ市から寄贈されたものである。モザイクを取り囲む他のエリアとの境界は、その他の個人を記念して寄贈され、セントラルパーク管理委員会によって管理されているベンチが設置してある。南東への小道に沿った結晶片岩の飾り板には、記念碑の建造を支援した国家のリストが記載されている。2023年までダコタ・ハウスに住んでいたオノ・ヨーコは、造園及び維持費として、100万USドル以上を寄付している。

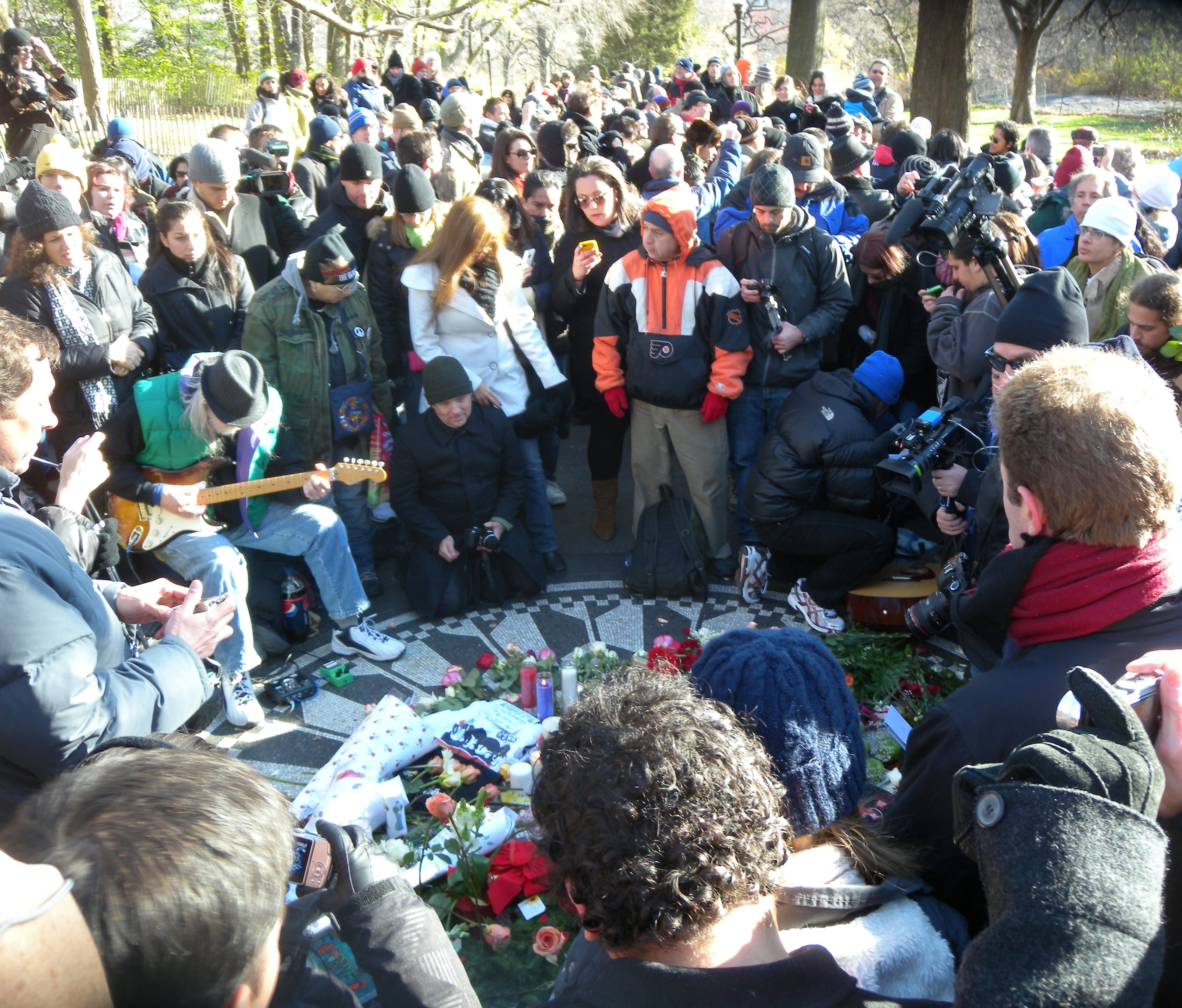
レノンの死の30周忌

## 慣習
記念碑はときどき、花や、グラスに入れられたろうそく、その他の所持品など、レノンのファンによって残されたもので覆われる。レノンの誕生日（10月9日）や命日（12月8日）には、大抵が寒い夜であるにもかかわらず、人々は夜遅くまで残って、歌を歌い敬意を表するために集まっている。
記念碑では、ジェリー・ガルシアやジョージ・ハリソンを含むミュージシャンによって、即席の記念集会も行われた。ビートルズの他のメンバーの誕生日などにもときどき、集会がこの場所で開かれる。アメリカ同時多発テロ以降、イマジン・サークルでは、犠牲者を偲んでキャンドル・ビジルが行われた。レノンの死の30周忌にも、同様にこの場所で彼のために夜を徹した祈りがささげられた。
最もよく知られる訪問者の1人として、いろいろな花や記念物で、しばしばピースマークの形に、サークルを飾るビートルズのファン、ゲイリー・ドス・サントスがいる。彼は2013年の11月に亡くなった。